# GIPC1
GIPC1 (англ. GIPC PDZ domain containing family member 1) – білок, який кодується однойменним геном, розташованим у людей на короткому плечі 19-ї хромосоми. Довжина поліпептидного ланцюга білка становить 333 амінокислот, а молекулярна маса — 36 049.
| 10         |  | 20         |  | 30         |  | 40         |  | 50         |
| ---------- |  | ---------- |  | ---------- |  | ---------- |  | ---------- |
| MPLGLGRRKK |  | APPLVENEEA |  | EPGRGGLGVG |  | EPGPLGGGGS |  | GGPQMGLPPP |
| PPALRPRLVF |  | HTQLAHGSPT |  | GRIEGFTNVK |  | ELYGKIAEAF |  | RLPTAEVMFC |
| TLNTHKVDMD |  | KLLGGQIGLE |  | DFIFAHVKGQ |  | RKEVEVFKSE |  | DALGLTITDN |
| GAGYAFIKRI |  | KEGSVIDHIH |  | LISVGDMIEA |  | INGQSLLGCR |  | HYEVARLLKE |
| LPRGRTFTLK |  | LTEPRKAFDM |  | ISQRSAGGRP |  | GSGPQLGTGR |  | GTLRLRSRGP |
| ATVEDLPSAF |  | EEKAIEKVDD |  | LLESYMGIRD |  | TELAATMVEL |  | GKDKRNPDEL |
| AEALDERLGD |  | FAFPDEFVFD |  | VWGAIGDAKV |  | GRY        |  |            |

A: Аланін

C: Цистеїн

D: Аспарагінова кислота

E: Глутамінова кислота

F: Фенілаланін

G: Гліцин

H: Гістидин

I: Ізолейцин

K: Лізин

L: Лейцин

M: Метіонін

N: Аспарагін

P: Пролін

Q: Глутамін

R: Аргінін

S: Серин

T: Треонін

V: Валін

W: Триптофан

Кодований геном білок за функцією належить до фосфопротеїнів. 
Задіяний у такому біологічному процесі, як альтернативний сплайсинг. 
Локалізований у цитоплазмі, мембрані.